# Metropolitan Life Tower
La Metropolitan Life Insurance Tower és un immoble d'oficines de la ciutat de New York als Estats Units, situat al borough de Manhattan. Va ser l'edifici més alt del món de 1909 a 1913 (superat aleshores pel Woolworth Building).
També anomenat el Metropolitan Life Insurance Building, es troba a l'1 Av Madison. Va ser construïda per a la societat d'assegurances Metropolitan Life Company. La societat volia que els arquitectes s'inspiressin en el campanar de la Piazza San Marco a Venècia.
Construïda el 1907, pels arquitectes americans Napoleon Le Brun i fill, fa 213 metres d'alçada i té cinquanta pisos. Aquesta torre va ser afegida el 1909 a un immoble de 1893 i va fer d'aquest edifici el més alt del món.
Al començament dels anys 1910, la galeria d'observació era oberta al públic per un preu de 50 cèntims.
Els rellotges (que es troben sobre les quatre façanes) són més grans que els del Big Ben. Cada esfera fa vuit metres de diàmetre. El pes de les agulles fa una idea del gegantisme dels rellotges: 500 kg per a l'agulla dels minuts i 350 kg per a la de les hores.
La torre va ser renovada als anys 2000, amb un cost de 30 milions de dòlars. S'hi va afegir a això un nou sistema d'enllumenat automatitzat, la torre es manté il·luminada totes les nits (apel·lant a la divisa de la Life Insurance Company: «La llum que no s'afebleix mai»). Els colors canvien segons els esdeveniments.
Es pot veure a l'entrada de l'edifici els quadres de l'il·lustrador N C. Wyeth.